# Pilar Loscertales
María Pilar Loscertales Baylín (Zaragoza, 26 de agosto de 1910 - carretera Nacional II, 24 de marzo de 1972) fue una bibliotecaria, archivera e historiadora española.

## Trayectoria
Nacida en Zaragoza el 26 de julio de 1910,  estudió Filosofía y Letras en la Universidad de Zaragoza. En 1931, aprobó la oposición al Cuerpo Facultativa de Archiveros, Bibliotecarios y Arqueólogos, siendo su primer destino la Biblioteca Universitaria de Salamanca. Ese mismo año, se trasladó a la Biblioteca Nacional de España y se especializó en historia medieval con el historiador y político Claudio Sánchez Albornoz entre 1929 y 1934.
En 1935, Loscertales fue becada por la Junta de Ampliación de Estudios e Investigaciones Científicas, ampliando su formación en varios países europeos durante 8 meses (Francia, Alemania, Austria e Italia). Ese mismo año se casó con Luis García de Valdeavellano y solicitó su traslado al archivo de la Delegación de Hacienda de Barcelona.
Con el estallido de la guerra civil española, el matrimonio se exilió a la comuna francesa de San Juan de Luz con unos familiares, volviendo a mediados de noviembre de 1936.
Entre 1937 y 1938, Loscertales pasó por varios destinos por necesidades del servicio, como el Archivo Histórico Provincial de Ávila o la Biblioteca Popular José de Zorrilla y la Biblioteca del Servicio de Lecturas del Soldado, ambos destinos en Valladolid. Tras finalizar la guerra civil, volvió a su puesto en la Delegación de Hacienda de Barcelona.
Colaboró en los trabajos de su marido y, en 1946, publicó Costumbres de Lérida, edición de manuscritos de la Casa Provincial de Caridad. En 1952, contribuyó en el Diccionario de Historia de España de la Revista de Occidente, obra dirigida por el escritor español Germán Bleiberg, añadiendo información sobre instituciones jurídicas castellanas medievales. En 1954, se trasladó al Archivo Histórico Nacional en Madrid donde permaneció hasta 1972.
En 1976, la Dirección General del Patrimonio Artístico y Cultural, publicó la obra de Loscertales titulada Tumbos del monasterio de Sobrado de los Monjes, cuya transcripción de documentos había terminado. Este trabajo se vio interrumpido por su abrupta muerte y fue terminado por sus dos compañeras de trabajo, las también bibliotecarias e historiadoras Consuelo Gutiérrez del Arroyo y Carmen Caamaño Díaz.
Loscertales falleció en un accidente de tráfico en la carretera Nacional II el 24 de marzo de 1972 cuando se dirigía a ver a su padre en su lecho de muerte.

## Obra
- 1946 - Costumbres de Lérida, Barcelona, Casa Provincial de Caridad.
- 1952 - Diccionario de Historia de España, Madrid, Revista de Occidente, 2 vols.
- 1976 - Tumbos del monasterio de Sobrado, Madrid, Dirección General del Patrimonio Artístico y Cultural, 2 vols.